# Palacio de Justicia de los Estados Unidos Daniel Patrick Moynihan
El Palacio de Justicia de los Estados Unidos Daniel Patrick Moynihan (en inglés, Daniel Patrick Moynihan United States Courthouse) es un palacio de justicia en Manhattan, en la ciudad de Nueva York (Estados Unidos). Se ubica en 500 Pearl Street en Foley Square en el vecindario Civic Center del bajo Manhattan. Alberga el Tribunal de Distrito de los Estados Unidos para el Distrito Sur de Nueva York.

## Descripción
El palacio de justicia tiene 27 pisos de altura. Está hecho de granito, mármol y roble. Incluye arte público de Raymond Kaskey y Maya Lin. El palacio de justicia fue diseñado por el estudio de arquitectura Kohn Pedersen Fox y fue construido bajo un contrato de diseño y construcción con el desarrollador BPT Properties con la construcción del núcleo y la cubierta por Lehrer McGovern Bovis y la construcción interior por Structure Tone Inc.
Vivienda 90 488 m² es el segundo tribunal federal más grande de los Estados Unidos (detrás del Palacio de Justicia de los Estados Unidos Thomas F. Eagleton de San Luis), alberga 44 salas de audiencias y brinda apoyo judicial y servicios administrativos al Servicio de Alguaciles de los Estados Unidos y la Oficina del Fiscal de los Estados Unidos para el Distrito Sur de Nueva York.

## Historia
La inauguración tuvo lugar el 29 de marzo de 1991 y el palacio de justicia se completó en 1994. La construcción del edificio es parte del Proyecto Foley Square de la Administración de Servicios Generales, que también incluyó un edificio de oficinas federales ubicado en 290 Broadway. El palacio de justicia se inauguró oficialmente el 3 de junio de 1996. Los senadores estadounidenses Daniel Patrick Moynihan y Alfonse D'Amato, el alcalde Rudy Giuliani, el representante Jerrold Nadler, el juez principal del Tribunal de Apelaciones del Segundo Circuito, Jon O. Newman, el juez principal del Distrito Sur de Nueva York, Thomas P. Griesa, asistieron a la ceremonia.
El palacio de justicia recibió el nombre de Moynihan en 2000 según la legislación patrocinada por el senador Chuck Schumer, y se volvió a dedicar oficialmente el 4 de diciembre de 2000. Moynihan trabajó para presionar al Congreso, la Administración de Servicios Generales y varios alcaldes de la ciudad de Nueva York para construir el palacio de justicia.
Desde noviembre de 2006 hasta enero de 2013, el Palacio de Justicia de Moynihan albergó temporalmente al Segundo Circuito de Cortes de Apelaciones de Estados Unidos, mientras que el Palacio de Justicia de los Estados Unidos Thurgood Marshall, ubicado al otro lado de la calle, se sometió a amplias renovaciones. El Segundo Circuito regresó al Palacio de Justicia de Marshall después de que se completaron las renovaciones. Actualmente, el palacio de justicia está a cargo de los gerentes de edificios de GSA, José Frías y Greta Wood.